# Romberger Hof
Der Romberger Hof war ein klassizistisches Adelspalais in der Neubrückenstraße 64 in Münster. Er war ein repräsentatives Gebäude der Stadt und beherbergte unter anderem ein Theater und eine Musikhochschule. Abgesehen von der Fassadenruine des Mittelrisalits ist es nach Beschädigungen im Zweiten Weltkrieg 1947 gesprengt und abgetragen worden.

## Geschichte
Ursprünglich befand sich die Liegenschaft im Besitz der Erbmänner-Familie Drolshagen, die es als Haus Lütkenbeck Mitte des 14. Jahrhunderts erworben hatte. Nach dem Aussterben der Familie kam das Haus in den Besitz der Familie von Droste zu Vischering. 1778 wird das Haus als „in jüngeren Jahren als Stallung gebraucht“ bezeichnet. Freiherr Friedrich Wilhelm Heereman von Zuydtwyck, Herr zu Oudegyn, inzwischen Besitzer des Lütkenbeckschen Hofes und der angrenzenden Häuser, ließ an deren Stelle den späteren Romberger Hof errichten. Mit der Neubauplanung wurde 1778 der münsterische Oberlandbaudirektor Wilhelm Ferdinand Lipper beauftragt und am 17. März des darauffolgenden Jahres mit dem Bau begonnen, dessen Einrichtung 1783 vollendet war. Aber schon am 20. März 1798 verkaufte der Sohn des Erbauers das Haus an den Freiherr Gisbert von Romberg I., nach dem es seinen Namen trug.
Straßenseitig besaß das zweigeschossige Bauwerk eine durch Pilaster und einen viersäuligen Mittelrisalit reich gegliederte Fassade ähnlich der des 1769 bis 1779 von Simon Louis du Ry errichteten Fridericianum in Kassel, während die Gartenfassade über einem von ionischen Säulen getragenen Balkon ein vereinfachtes Lisenensystem zeigte. Die Festräume des Erdgeschosses waren ähnlich wie die gleichzeitig von Lipper ausgestatteten Räume im Münsterschen Schloss reich in klassischen Formen dekoriert.
In den Befreiungskriegen bezog neben anderen auch Generalfeldmarschall Blücher hier Quartier. Ende Oktober 1895 mietete die Gesellschaft des Civilklubs das Haus, die nach wenigen Jahren in die 1900 gegründeten Saalbaugesellschaft überging, die in den Nebengebäuden das Lorzing-Theater einrichtete. 1906 erwarb die Stadt Münster den Romberger Hof. Am 15. Oktober 1919 bezog die Westfälische Hochschule für Musik den Romberger Hof. 1920 wurde der Neubau der Stadthalle, deren Südteil hinter dem Romberger Hof lag, durch eine hochgelegene Terrasse mit diesem verbunden. Beim Luftangriff auf Münster am 10. Oktober 1943 wurde auch der Romberger Hof schwer getroffen. Nachdem die Straßenfassade 1947 gesprengt worden war, wurde das verbleibende Fragment der Gartenfassade 1956 in den Neubau für das Theater Münster einbezogen.

## Romberger Hof

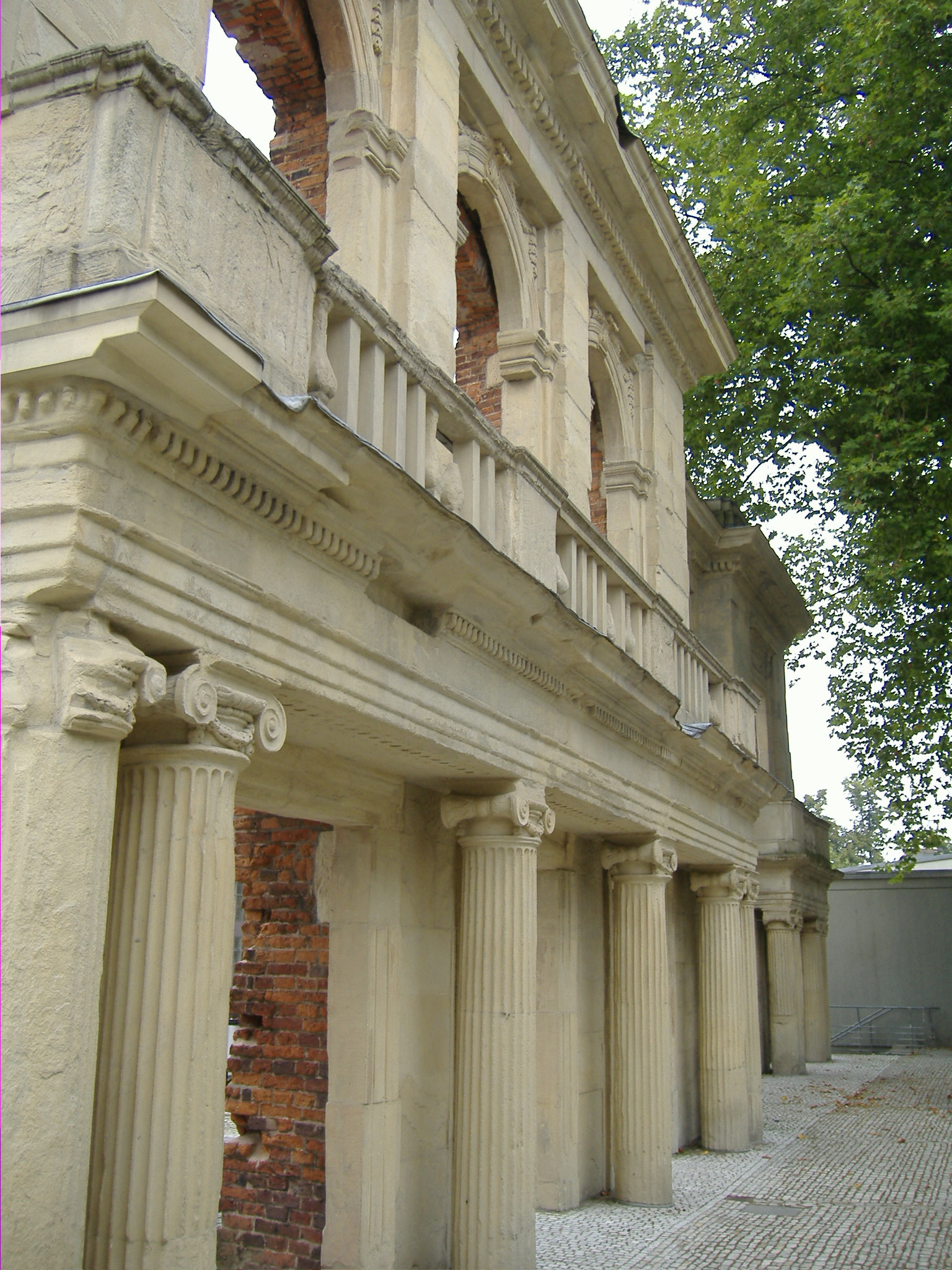
Mittelrisalit 2005
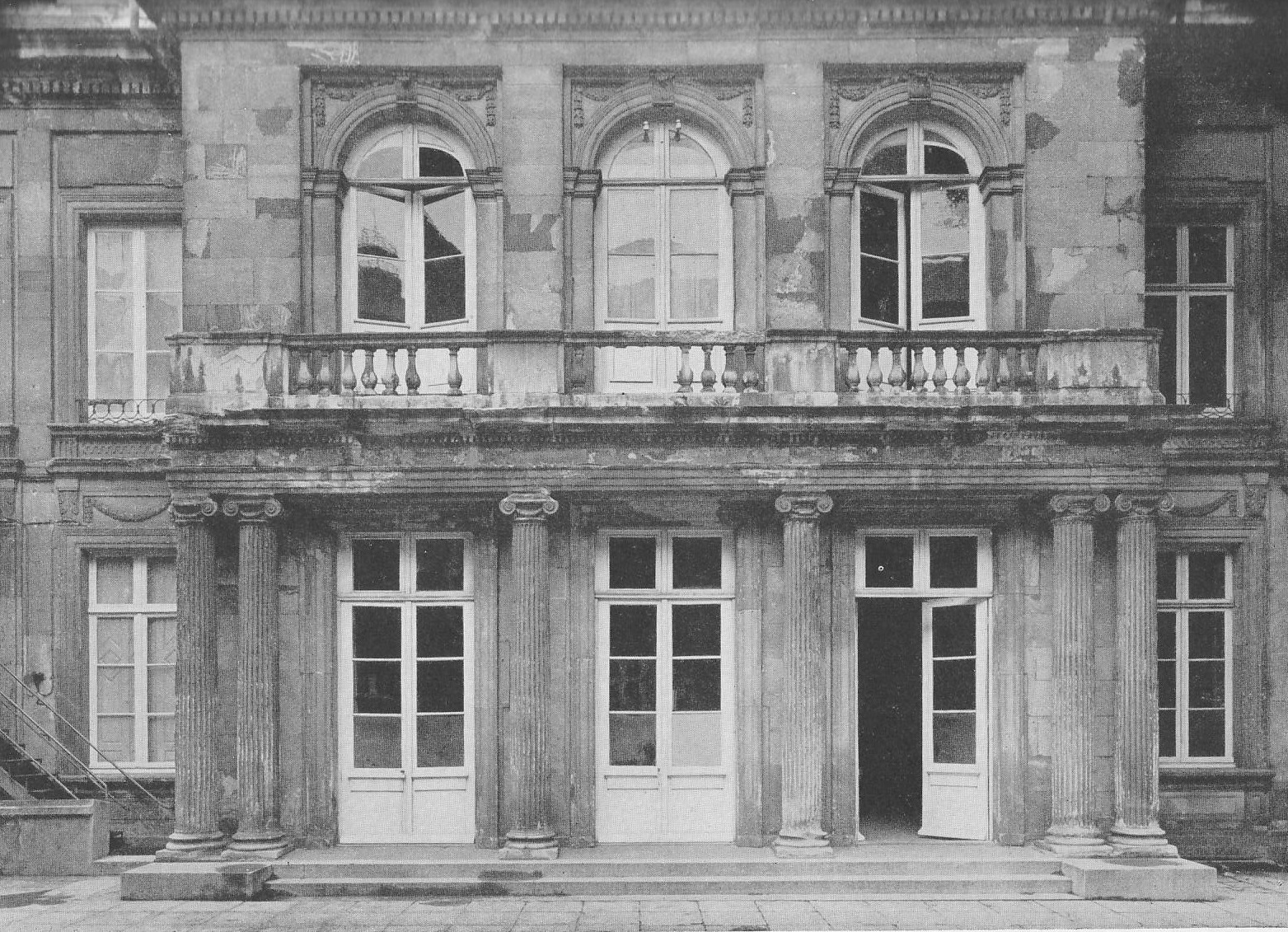
Mittelrisalit 1929
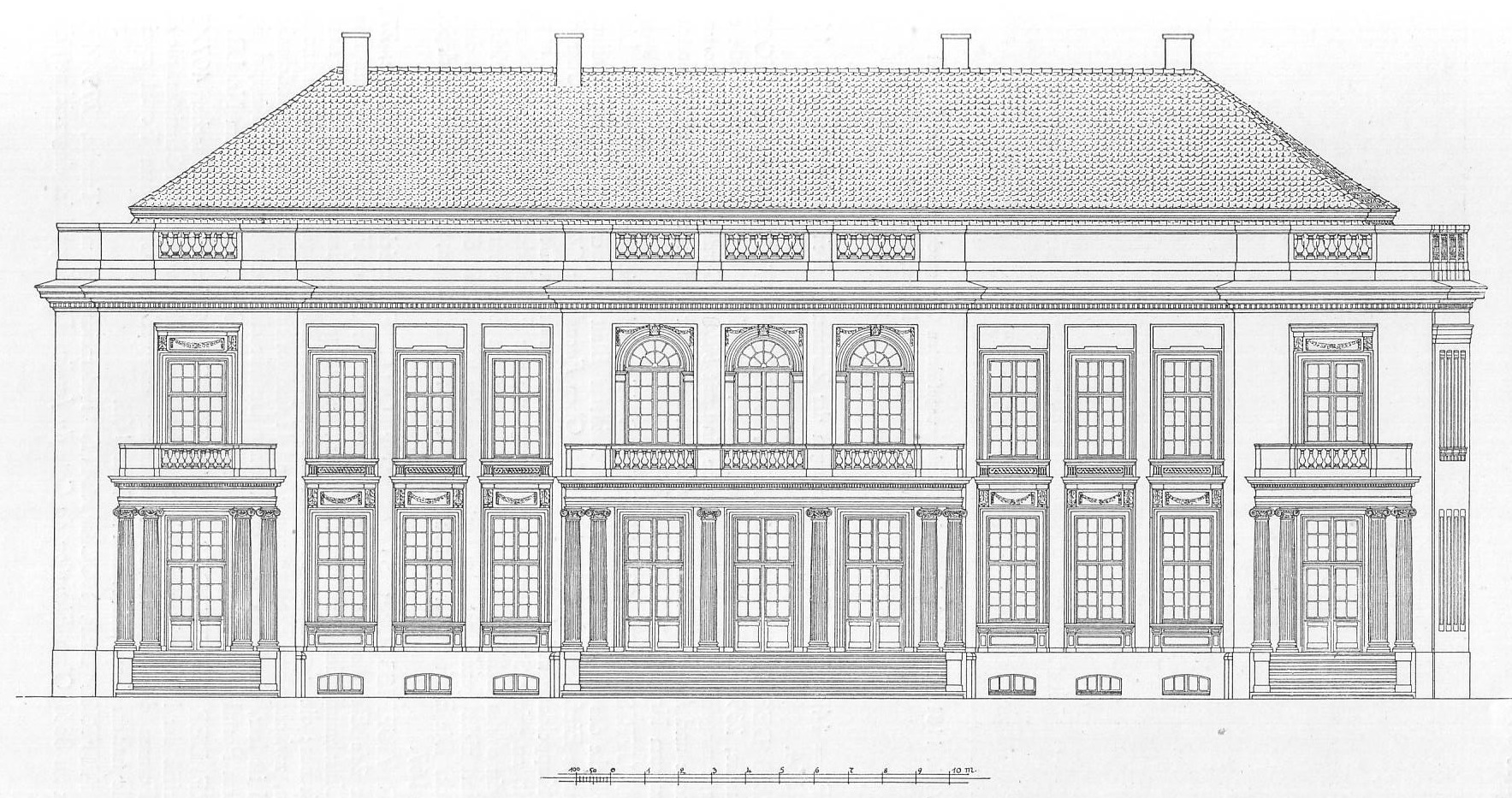
Rückfront des Romberger Hofes mit dem Mittelrisalit
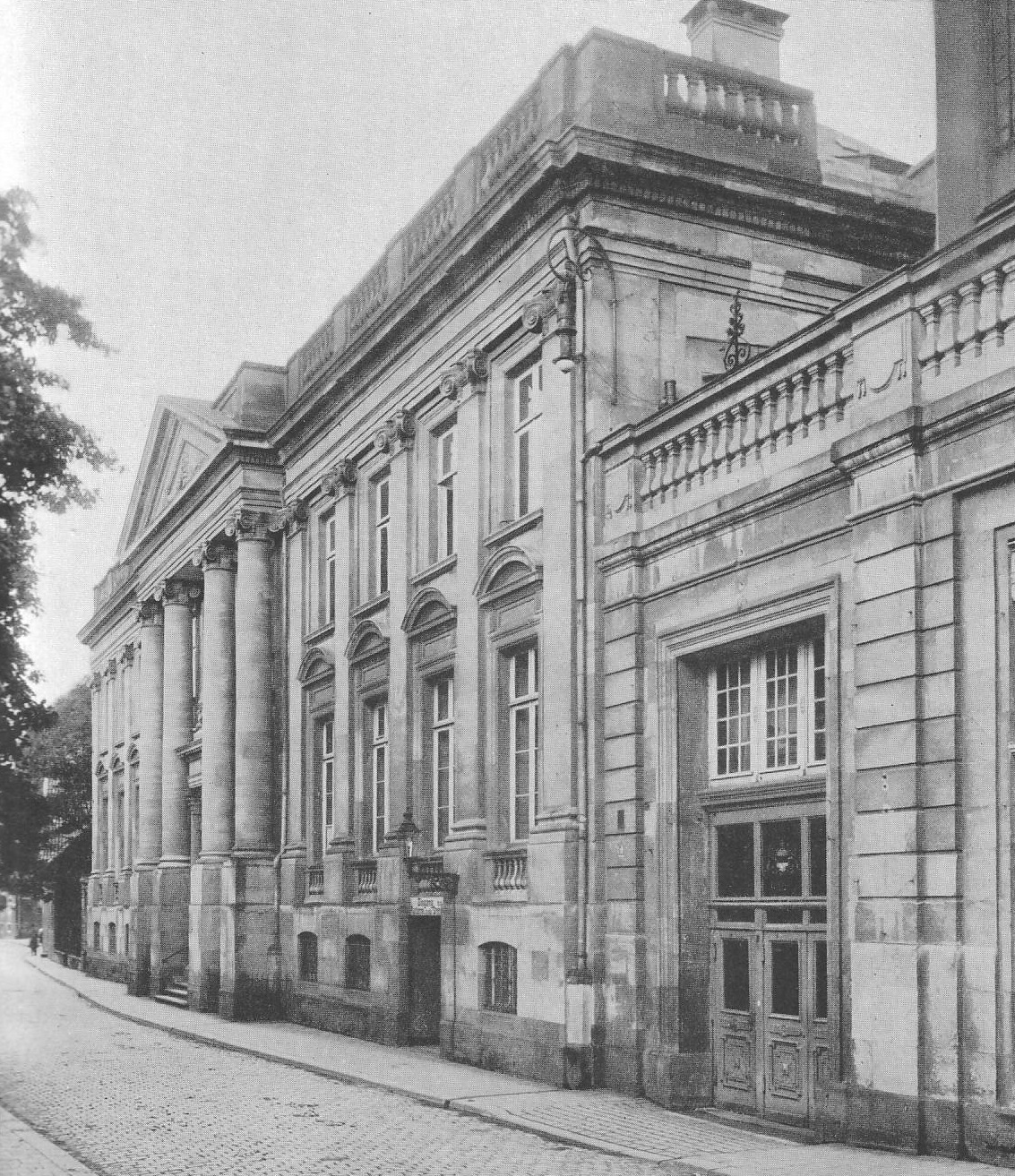
Front des Romberger Hofes
Gesamtansicht